# 陳承昭
陳 承昭（ちん しょうしょう、896年 - 969年）は、五代十国時代の南唐・後周および北宋に仕えた武将。

## 生涯
陳承昭は、最初南唐の武将であり、保義軍節度使の地位にあった。955年、後周の世宗柴栄が親征して南唐を攻撃（淮南の戦い）すると、自身は濠泗楚海四州水陸都応援使に任じられ、主将として後周軍に相対し、善戦した。しかし957年、後周軍に大敗して後周の武将の趙匡胤の捕虜となり、その後、柴栄のもとに引き渡された。結果として潔く後周に投降し、後周の武将となり、右監門衛上将軍に任じられ、やがて右領軍衛上将軍に転じた。
柴栄の死後、後周が滅び、趙匡胤が即位して宋朝が成立すると、引き続き宋朝に仕え、左神武軍統軍、右神武軍統軍、右龍武軍統軍といった要職を歴任した。水利事務に精通していたこともあり、趙匡胤から重用され、主に治水や水軍調練・監督の任務を担った。
開宝2年（969年）、趙匡胤が親征して北漢を攻撃した際、自身も老齢をおして参陣し、趙匡胤に対して太原城の水攻めを献策。自ら水攻めを主導したが、惜しくも失敗に終わった。
同年、死去。享年74。死後、太子太師を追贈された。